# Иван Желев (поет)
Иван Желев е български поет.

## Биография
Роден е през 1964 г. в Ямбол. Завършва ВИАС в София и работи като хидроинженер.
Участва в конкурси за поезия, където печели награди. През 2011 г. става известен с новината, че е открил формула за успешно лечение на рак.

## Награди
- През 1996 г. с първата си книга печели наградата „Южна пролет“ в Хасково.[4]
- През 2007 г. втората книга му носи националната награда „Иван Николов“[5]
- През 2009 г. Желев печели второ място в конкурса на вестник „Труд“ „Златен ланец“ с цикъла стихове „Канарчето отлетя заедно с клетката“.[1]